# Lillie Claus
Lillie Claus-Dostal (* 13. Juni 1905 in Wien, Österreich-Ungarn; † 20. August 2000 in Salzburg) war eine österreichische Opern- und Operettensängerin (Sopran).

## Leben
Als Tochter der Konzertsängerin Lilli Claus-Neuroth kam Lillie Claus-Dostal früh mit Musik in Kontakt und erhielt in ihrer Jugend eine musikalische Ausbildung (Gesang, Klavierspiel, Tanzschule). Mit 16 Jahren wurde sie an der Wiener Musikakademie aufgenommen.
Sie debütierte als „Papagena“ in Mozarts Zauberflöte an der Wiener Staatsoper.
Nach Engagements an mehreren Bühnen, u. a. Saarbrücken, kehrte sie an die Wiener Staatsoper zurück. Dort hörte sie der Komponist Nico Dostal, der auf der Suche nach einer Hauptdarstellerin für seine Operette Clivia war. Am 23. Dezember 1933 wurde sie im Berliner Theater am Nollendorfplatz mit Lillie Claus in der Hauptrolle uraufgeführt.

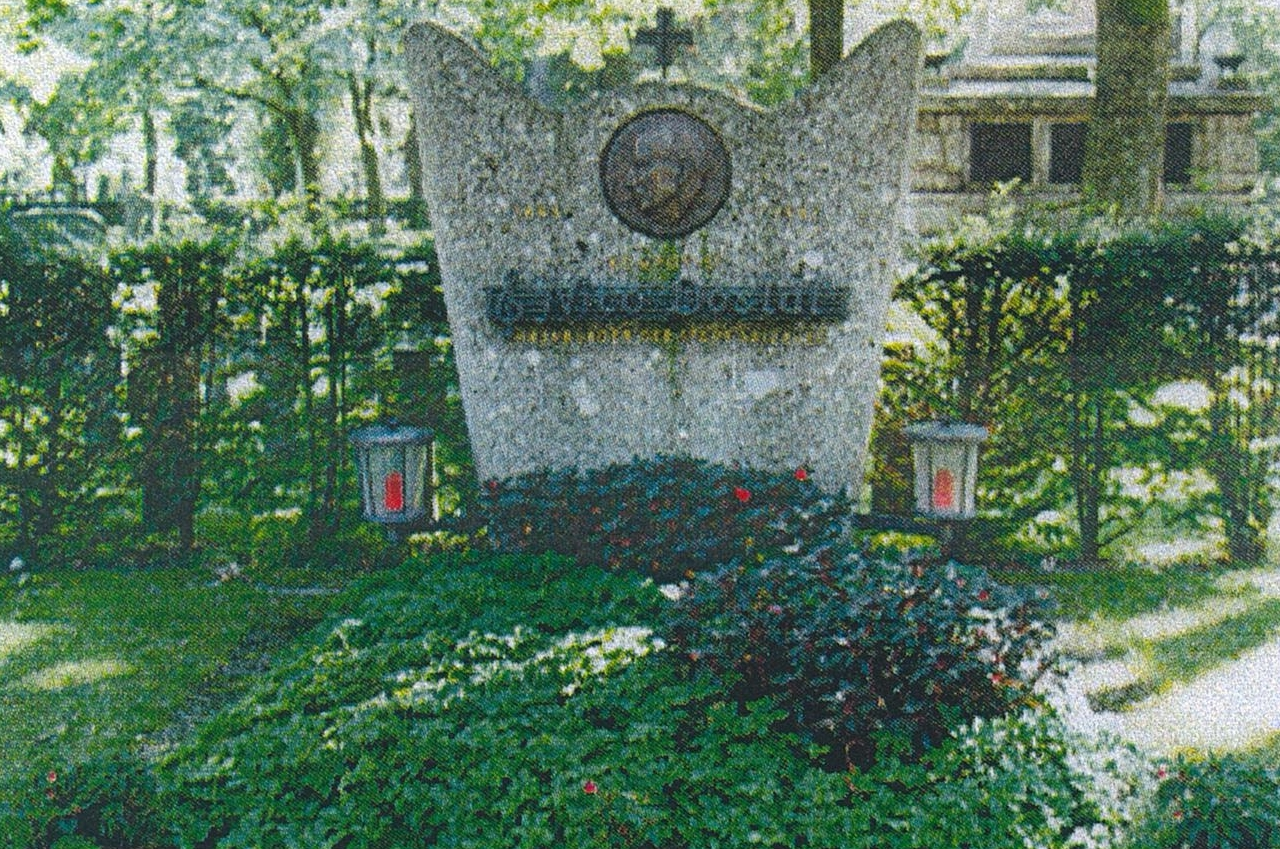
Grabstätte von Lillie Dostal

Am 30. November 1934 sang sie unter der Leitung Erich Kleibers den Sopranpart in der Uraufführung von Alban Bergs „Lulu“-Suite in einem Konzert der Staatskapelle Berlin. In der Folgezeit konzentrierte sich Lillie Claus, die durch ihren lyrischen Koloratursopran Beachtung fand, zunehmend auf die Operette. Nico Dostal schrieb ihr mehrere seiner Operetten auf die Stimme zu.
- 1935 Die Vielgeliebte („Ich bin verliebt“)
- 1936 Prinzessin Nofretete
- 1937 Extrablätter („Ich hab mein Herz verschenkt“)
- 1937 Monika („Heimatlied“)
- 1939 Die ungarische Hochzeit („Spiel mir das Lied von Glück und Treu“)

Sie nahm diverse Lieder auf „Grammophon“ Schallplatten auf. 1942 heiratete sie Nico Dostal und zog sich überraschend ein Jahr später von der Bühne zurück. 1943 wurde der gemeinsame Sohn Roman Dostal, Dirigent, geboren. Die Familie lebte in Salzburg. Sie stand 1944 in der Gottbegnadeten-Liste.
Noch zu Nico Dostals 100. Geburtstag 1995 nahm die inzwischen 90-jährige Lillie Claus an den Veranstaltungen zu Ehren Dostals teil.

## Filmografie
- 1941: Die schwedische Nachtigal (Rolle einer Sängerin)

## Veröffentlichungen
- CD: Lillie Claus: eine „Grande Dame“ der Operette singt aus Operetten und Tonfilmen. Aufnahmen 1932 - 1941. RV Musik, 2000.